# Kanton Cusset-Sud
Der Kanton Cusset-Sud war von 1790 bis 2015 ein französischer Wahlkreis im Arrondissement Vichy, im Département Allier und in der Region Auvergne. Hauptort war Cusset. 
Der Kanton grenzte im Norden an den Kanton Cusset-Nord, im Osten an den Kanton Le Mayet-de-Montagne, im Süden an den Kanton Châteldon im Arrondissement Thiers im Département Puy-de-Dôme, im Südwesten an den Kanton Randan im Arrondissement Riom, ebenfalls Puy-de-Dôme und im Westen an die Kantone Escurolles und Vichy-Sud.

## Geschichte
Der Kanton wurde am 4. März 1790 im Zuge der Einrichtung der Départements als Teil des damaligen District de Lapalisse gegründet. Mit der Gründung der Arrondissements am 17. Februar 1800 wurde der Kanton als Teil des damaligen Arrondissements Lapalisse neu zugeschnitten. Am 24. August 1941 wurde Vichy anstelle von Lapalisse die Verwaltung des Arrondissements zugeteilt. Die landesweiten Änderungen in der Zusammensetzung der Kantone brachten im März 2015 die Auflösung des Kantons Cusset-Sud. Sein letzter Vertreter im conseil général des Départements war Gérard Charasse (PRG).

## Gemeinden
Der Kanton umfasste sieben Gemeinden und einen Teil der Stadt Cusset (angegeben ist deren Gesamteinwohnerzahl; im Kanton selbst lebten 2012 etwa 4600 Einwohner von Cusset):
| Gemeinde    | Einwohner Jahr | Fläche km² | Bevölkerungsdichte | Code INSEE | Postleitzahl |
| ----------- | -------------- | ---------- | ------------------ | ---------- | ------------ |
| Abrest      | 2.789 (2013)   | 10,46      | 267 Einw./km²      | 03001      | 03200        |
| Busset      | 890 (2013)     | 36,96      | 24 Einw./km²       | 03045      | 03270        |
| La Chapelle | 377 (2013)     | 21,7       | 17 Einw./km²       | 03056      | 03300        |
| Cusset      | 13.545 (2013)  | –          | – Einw./km²        | 03095      | 03300        |
| Mariol      | 771 (2013)     | 9,41       | 82 Einw./km²       | 03163      | 03270        |
| Molles      | 863 (2013)     | 26,89      | 32 Einw./km²       | 03174      | 03300        |
| Saint-Yorre | 2.797 (2013)   | 6,35       | 440 Einw./km²      | 03264      | 03270        |
| Le Vernet   | 1.932 (2013)   | 10,07      | 192 Einw./km²      | 03306      | 03200        |